# Ashley Whitney
	Ashley Ann Whitney (Nashville (Tennessee), 21 augustus 1979) is een Amerikaanse zwemster. 

## Carrière
Whitney won tijdens de Olympische Zomerspelen van 1996 in eigen land de gouden medaille op de 4×200m vrije slag, Whitney kwam alleen in actie in de series. De 4×200m vrije slag stond in 1996 voor het eerst op het programma voor de vrouwen.

## Internationale toernooien
| Jaar | Olympische Spelen                                | WK langebaan                                     | PanPacs                                                     |
| ---- | ------------------------------------------------ | ------------------------------------------------ | ----------------------------------------------------------- |
| 1996 | 4×200m vrije slag · Whitney zwom enkel de series |                                                  |                                                             |
| 1997 |                                                  |                                                  | 5e 200m vrije slag · 5e 400m vrije slag · 4×200m vrije slag |
| 1998 |                                                  | 4×200m vrije slag · Whitney zwom enkel de series |                                                             |